# Кеті Сміт
Кеті Сміт (англ. Katie Smith, 4 червня 1974) — американська баскетболістка.
Олімпійська чемпіонка 2000, 2004, 2008 років.
Срібна призерка літньої універсіади 1995 року.
Чемпіонка світу з баскетболу серед жінок 1998, 2002 років, бронзова призерка 2006 року.
Переможниця Кубка Джонса 1996 року.